# Irene Miracle
Irene Miracle (Stillwater (Oklahoma), 24 januari 1954) is een Amerikaanse actrice en regisseur.

## Biografie
Miracle werd geboren in Stillwater, Oklahoma, en is van Schots-Ierse, Russische, Franse en Osage afkomst.

## Acteercarrière
Haar eerste filmoptreden was als moordslachtoffer in de Night Train Murders (1975), een Italiaanse kloon op de film Last House on the Left. Haar meest prestigieuze rol was in Midnight Express van Alan Parker (1978), een wereldwijd succes in de bioscoop. Voor haar rol als de vriendin van de gedetineerde protagonist, won ze de Golden Globe Award voor de nieuwe ster van het jaar onder de vrouwen. Miracle volgde die film met een andere belangrijke rol in Dario Argento's Inferno (1980), als een vrouw die ervan overtuigt is dat in het flatgebouw in New York waarin ze woont, ook een eeuwenoude heks huisvest. Sindsdien heeft ze haar acteerwerk voortgezet, maar ook geschreven, geregisseerd en geproduceerd.

## Filmografie (selectie)
- Night Train Murders (1975)
- La portiera nuda (1976)
- Midnight Express (1978)
- Inferno (1980)
- In the Shadow of Kilimanjaro (1986)
- From Hollywood to Deadwood (1988)
- Puppetmaster (1989)
- Watchers II (1990)
- Walking Thunder (1994)
- Changeling (2009) (korte film) - regie en scenario